# Fernando Perdiguero Pérez
Fernando Perdiguero Pérez (Madrid, 1929-2014), fue un escritor y humorista español que escribía bajo el seudónimo de Oscar Pin. 
Era hijo del también escritor Fernando Perdiguero Camps, conocido por sus seudónimos “Cero” o “Menda”. 
Comenzó a colaborar en "La Codorniz" a la edad de 16 años, y mantuvo esta colaboración ininterrumpidamente hasta la desaparición de la revista en el año 1978, en la que publicó más de 3.000 artículos. 
En el año 1953 publica su primera novela Cuando no hay guerra da gusto, Premio Internacional de Primera Novela de la Editorial José Janés, en la colección El Monigote de Papel. A ésta han seguido: Los náufragos del “Queen Enriqueta” (1955), Colección “El Club de la Sonrisa “, Taurus Ediciones; El pobre de pedir millones (“El Club de la sonrisa”, 1956); El Rey y Mary Pepi (1956, Editorial Cremades), primer título de la Colección “Buenas Noticias”, dirigida por Ángel Palomino; El regalo (1963), Premio Dos Estrellas; "El cambiazo", "La Divina Comedia dos" y "Manual del sufrido viajero". 

El rey y Mary Pepi

Algunos de sus escritos han sido publicados en Italia y Portugal. Figura en las antologías de Aguilar, Arnau, Taurus, Omni Editiricie y Academia de Humor. Fue Director Adjunto de la revista “Cuadernos de Humor” y colaboró también en diversas publicaciones. Fueron numerosas sus conferencias sobre el humor en España y en universidades de Hispanoamérica.